# Hirondella dubia
Hirondella dubia är en kräftdjursart som beskrevs av Dahl 1959. Hirondella dubia ingår i släktet Hirondella och familjen Lysianassidae. Inga underarter finns listade i Catalogue of Life.